# Lerkendal Stadion
 (avril 2025).
Le Lerkendal Stadion (ou Lerkendal stadion en norvégien), construit en 1947, est le stade du Rosenborg BK Trondheim, un des clubs de football les plus titrés de Norvège. Il est situé à Trondheim, dans le quartier de Lerkendal.
L'enceinte peut accueillir 21 850 spectateurs (capacité réduite à 21 620 pour les matchs internationaux), l’ensemble des places étant assises.
Le record d'affluence est quant à lui de 28 569 spectateurs, pour la réception du Lillestrøm SK par Rosenborg lors de la dernière journée du championnat 1985. Ce match était décisif pour l'attribution du titre, Rosenborg étant à un point de Lillestrøm avant la rencontre (finalement remportée par l'équipe de Trondheim).
Le stade a aussi accueilli la Supercoupe de l'UEFA 2016 remportée par le Real Madrid.
Les dimensions du terrain sont 105 × 68 mètres.

## Histoire

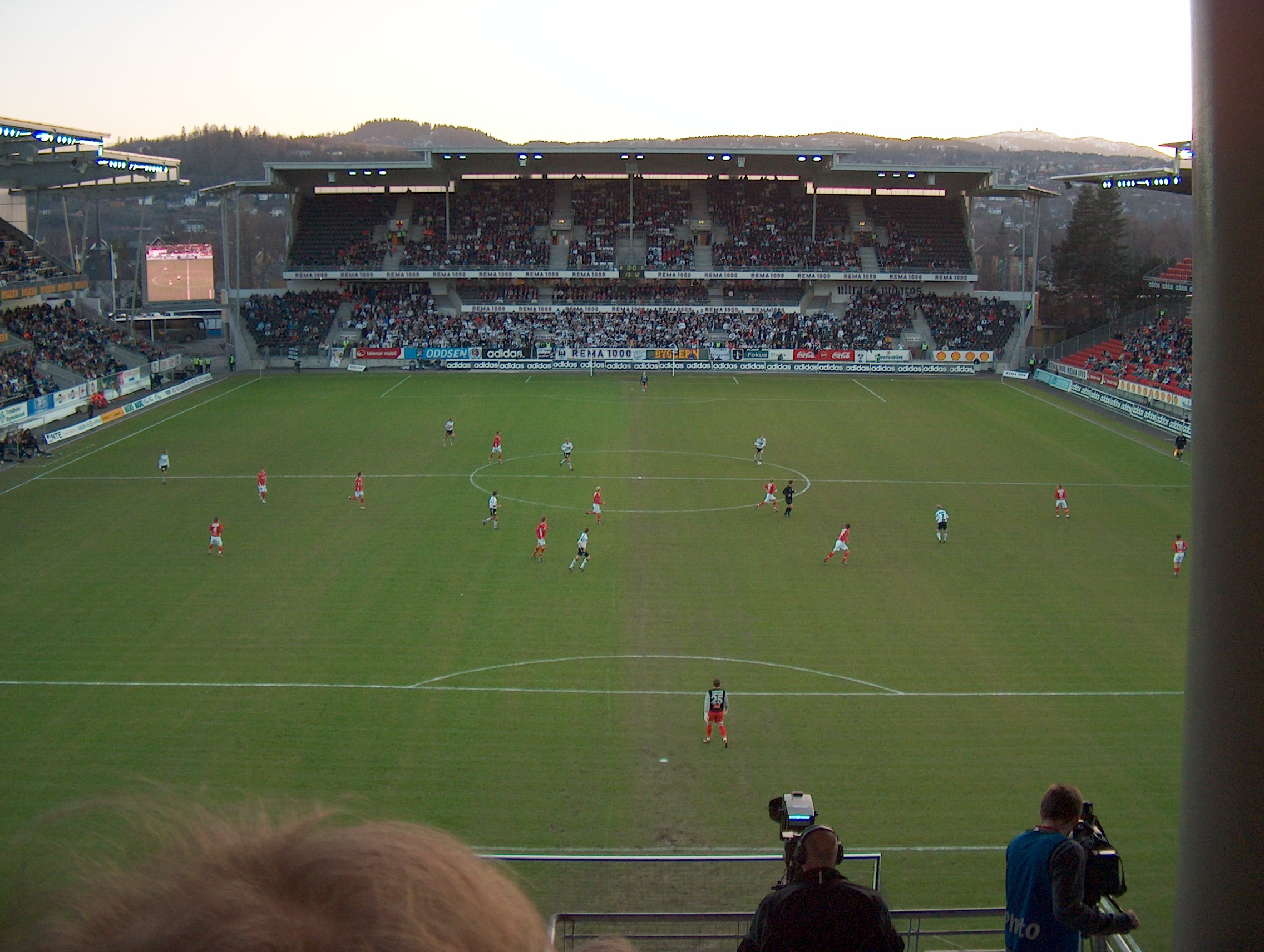

Le stade était prévu en 1933, mais ne fut terminé qu'après la Seconde Guerre Mondiale. Le Lerkendal n'était alors pourvu que de tribunes temporaires et de vestiaires. Les installations ont d'abord été améliorées en 1949, avant d'être reconstruites entre 1961 et 1963.
L'éclairage fut installé en 1968, puis remis à neuf en 1996 pour se conformer aux normes internationales.
L'ancienne tribune principale fut démolie en 1995-96. Elle fut remplacée par une tribune flambant neuve, comportant des loges VIP. Le Lerkendal devenait ainsi un des meilleurs stades de Norvège, devancé uniquement par l'Ullevaal Stadion, stade de l'équipe nationale situé à Oslo.
Les derniers travaux ont eu lieu en 2000-02 et ont vu la reconstruction de trois des quatre tribunes. Ces aménagements ont coûté 250 millions de couronnes norvégiennes. De nouveaux agrandissements sont probables du fait de l'affluence croissante aux matches de Rosenborg.

## Événements
- Supercoupe de l'UEFA 2016